# Neopachrophila
Neopachrophila là một chi bướm đêm thuộc họ Geometridae.